# H.H. Skaarenborg
Hans Hansen Skaarenborg (21. april 1877 i Vissenbjerg Sogn–3. april 1966 i Sankt Knuds Sogn, Odense) var en fremtrædende pioner inden for Dansk Skolesløjd, mangeårig kursusleder ved Dansk Sløjdlærerskole og lærer ved Odense kommunale skolevæsen og teknisk skole.
H.H. Skaarenborg blev døbt Hans Hansen, men tog senere navn efter fødestedet Skårenborg på Skalbjerg Mark i Vissenbjerg Sogn ved Assens. Han var søn af husmand Niels Hansen og hustru Karen Margrete Pedersen. Skaarenborgs kone Jenny (født 1886) var fra Odense, og her boede familien, først i en nu nedreven villa Albanigade 48 og senere på Thomas Overskous Vej. Ægteparret havde to døtre (født 1909 og 1911) og en søn (født 1913).
Skaarenborg var udlært som bygningstømrer, inden han gik ind i lærergerningen, men træ forblev centralt i hans liv, idet han som folkeskolelærer ved Odense kommunale skolevæsen underviste i sløjd på Munkebjergskolen. Han var også tilknyttet teknisk skole i Odense og har skrevet lærebøger til tømrerfaget. Ikke mindst brugte han i 27 år sine ferier som kursuslærer på Dansk Sløjdlærerskole. I de efterfølgende år kom han også til København, men nu kun som censor ved eksamenstid. Som om det ikke var nok, var tagetagen i villaen i Albanigade indrettet som værksted, hvor hr. Skaarenborg kunne fortsætte sine aktiviteter i fritiden.
På hine tider gennemgik man tre feriekurser frem til den afsluttende sløjdlærereksamen. Allerede efter deleksamen i 1906 havde sløjdskoleforstander Aksel Mikkelsen erkendt Skaarenborgs særlige evner, så han blev hvervet som kursusleder ved Dansk Sløjdlærerskoles sommerferiekursus fra 1907, selv om han først afsluttede sin egen uddannelse i skolesløjd i 1908. Han huskes som en markant og dygtig sløjdlærer i sløjdlæreruddannelsen fra 1907 til 1934. De gamle blev ved med at tale om ham. Han havde gjort indtryk. De unge har ikke hørt om ham, og støder de på navnet, må de slå ham op i et leksikon. Sådan er det også med gadenavne, hvor alle har glemt, hvem der lagde navn til. 
Sløjdskoleforstander Aksel Mikkelsen var selv uddannet som smed, men han kastede sig med stor interesse ud i træarbejde; og det var en stor gevinst for ham at kunne knytte H.H. Skaarenborg til sløjdlærerskolen som en ægte, uddannet træmand. Selv om Skaarenborg oprindelig var tømrer, var han ekstremt dygtig til de finere træarbejder, som hører ind under snedkeri og sløjd. Hans dygtighed var imidlertid ikke kun praktisk, men også teoretisk og pædagogisk. Han var derudover en myndig og bestemt person, der vidste, hvad han ville. 
I 1923 realiserede Skaarenborg Aksel Mikkelsens tanker om tømrersløjd i forbindelse med arbejdsløshedsprojekter for unge; men der blev aldrig afholdt kurser i tømrersløjd, og sidenhen døde tankerne ud.
Med udgangen af april 1947 gik Skaarenborg på pension fra Munkebjergskolen i Odense, da han var fyldt 70 år. Han var for længst holdt op som fast kursusleder på Sløjdlærerskolen, men trådte til med sin hjælp, når der opstod behov, og det skete bl.a. i eftersommeren 1949 under sløjdinspektør Krog Clausens sygdom (han døde senere i oktober). I februar 1952 tog bestyrelsen af Dansk Sløjdlærerforening sig sammen og udnævnte Skaarenborg til æresmedlem. Han havde selv været bestyrelsesmedlem i to kortere perioder, 1912-14 og 1920-23.
H.H. Skaarenborg har ud over et meget stort antal artikler i »Dansk Skolesløjd« skrevet »Vejledning i Projektionstegning« (u.å.), »Vejledning i Geometrisk Tegning« (u.å.), »Materiallære« (1922) og »Fagundervisning for Tømrere« (1929), sidstnævnte i forbindelse med hans undervisning på teknisk skole. Han fortsatte med at skrive artikler om sløjd og at arbejde i sløjdværkstedet frem til sin død et par uger før 89-årsfødselsdagen.